# Lotta Woch
Janne-Lotta Woch (* 15. September 1996 in Eckernförde) ist eine ehemalige deutsche Handballspielerin, die dem Kader der deutschen Beachhandball-Nationalmannschaft angehörte.

## Karriere

### Hallenhandball
Woch spielte ab der C-Jugend beim TSV Nord Harrislee. Ab dem Jahr 2014 gehörte die Rückraumspielerin dem Kader der Damenmannschaft vom TSV Nord Harrislee an, mit der sie anfangs in der 3. Liga antrat. Nach vier Jahren Drittklassigkeit stieg sie mit Harrislee 2018 in die 2. Bundesliga auf. Dort entwickelte sie sich zur Leistungsträgerin, die zu den torgefährlichsten Akteurinnen der Liga gehörte. Im Sommer 2021 wechselte Woch zum Ligakonkurrenten Frisch Auf Göppingen, bei dem sie einen Einjahresvertrag unterzeichnete. Mit Göppingen scheiterte sie am Saisonende 2021/22 im Relegationsspiel zur Bundesliga am Bundesligisten BSV Sachsen Zwickau. Anschließend schloss sie sich dem Bundesligisten SV Union Halle-Neustadt an. Im Sommer 2024 kehrte sie zum TSV Nord Harrislee zurück. Nach der Saison 2024/25 beendete sie ihre Karriere.

### Beachhandball
Woch lief beim Beachhandball für die Mannschaft Minga Turtles auf. Mit den Minga Turtles gewann sie die deutsche Beachhandball-Meisterschaft 2021. Woch nahm mehrere Jahre an Lehrgängen der deutschen Beachhandball-Nationalmannschaft teil. Im Vorfeld der Europameisterschaften 2021 gab Woch ihr Debüt in der Nationalmannschaft, schaffte aber als einzige der dort eingesetzten Spielerinnen nicht den Sprung in den EM-Kader. Bei ihrem ersten Turniereinsatz für die deutsche Auswahl gewann sie die Bronzemedaille bei den Europaspielen 2023.

## Sonstiges
Woch studiert an der Martin-Luther-Universität den Masterstudiengang für Sportpsychologie.